# Grevillea juniperina
A Grevillea juniperina é uma planta da família Proteaceae nativa do leste de Nova Gales do Sul e do sudeste de Queensland, na Austrália. O botânico escocês Robert Brown descreveu a espécie em 1810, e sete subespécies são reconhecidas. Uma subespécie, G. j. juniperina, é restrita ao oeste de Sydney e arredores e está ameaçada pela destruição de habitat e pelo desenvolvimento habitacional.
Um pequeno arbusto de folhas espinhosas com altura entre 0,2 e 3 m, a G. juniperina geralmente cresce em solos argilosos ou aluviais em bosques de eucalipto. As flores, conhecidas como inflorescências, aparecem do inverno ao início do verão e são vermelhas, laranja ou amarelas. Os pássaros visitam e polinizam as flores. As plantas de Grevillea juniperina são mortas por incêndios florestais, regenerando-se posteriormente a partir de sementes. A Grevillea juniperina se adapta prontamente ao cultivo e tem sido importante na horticultura, pois é a origem de muitos híbridos de jardim populares.

## Descrição
A Grevillea juniperina tem um hábito (forma de crescimento) que se espalha ou ergue e atinge entre 0,2 e 3 m de altura. Os ramos são grossos e robustos. As folhas espinhosas são geralmente rígidas e têm de 0,5 a 3,5 cm de comprimento e 0,5 a 6 mm de largura. Elas se aglomeram ao longo das hastes. A floração ocorre durante todo o ano, com pico entre o meio do inverno e o início do verão, embora varie entre as diferentes subespécies. A subespécie allojohnsonii floresce de setembro a fevereiro, a subespécie trinervis floresce de agosto a dezembro, e as subespécies juniperina, amphitricha, sulphurea, villosa e fortis florescem em agosto e setembro. O arranjo de flor-aranha da inflorescência tem várias flores individuais que emergem de uma cabeça de flor central arredondada - lembrando as pernas de uma aranha. As flores são vermelhas, rosa, laranja, amarelas ou esverdeadas e são, em sua maioria, terminais - surgindo nas extremidades dos caules - embora ocasionalmente surjam de gemas axilares. Elas têm de 2,5 a 3,5 cm de comprimento. O perianto é finamente peludo na parte externa, enquanto o pistilo é liso; tem de 1,5 a 2,7 cm de comprimento. A floração é seguida pelo desenvolvimento de vagens de sementes, cada cápsula tem de 10 a 18 mm de comprimento e libera uma ou duas sementes quando maduras. A semente oval estreita tem de 7,5 a 12 mm e de 2,2 a 3,3 mm de largura, com um inchaço no ápice e uma asa curta. Ambas as superfícies são cobertas por pelos minúsculos.
Espécies semelhantes incluem a  Grevillea molyneuxii, que pode ser distinguida por sua proeminente nervura média na superfície inferior da folha, e a  Grevillea speciosa, que tem folhas mais largas com nervuras laterais e pistilo mais longo.

## Taxonomia

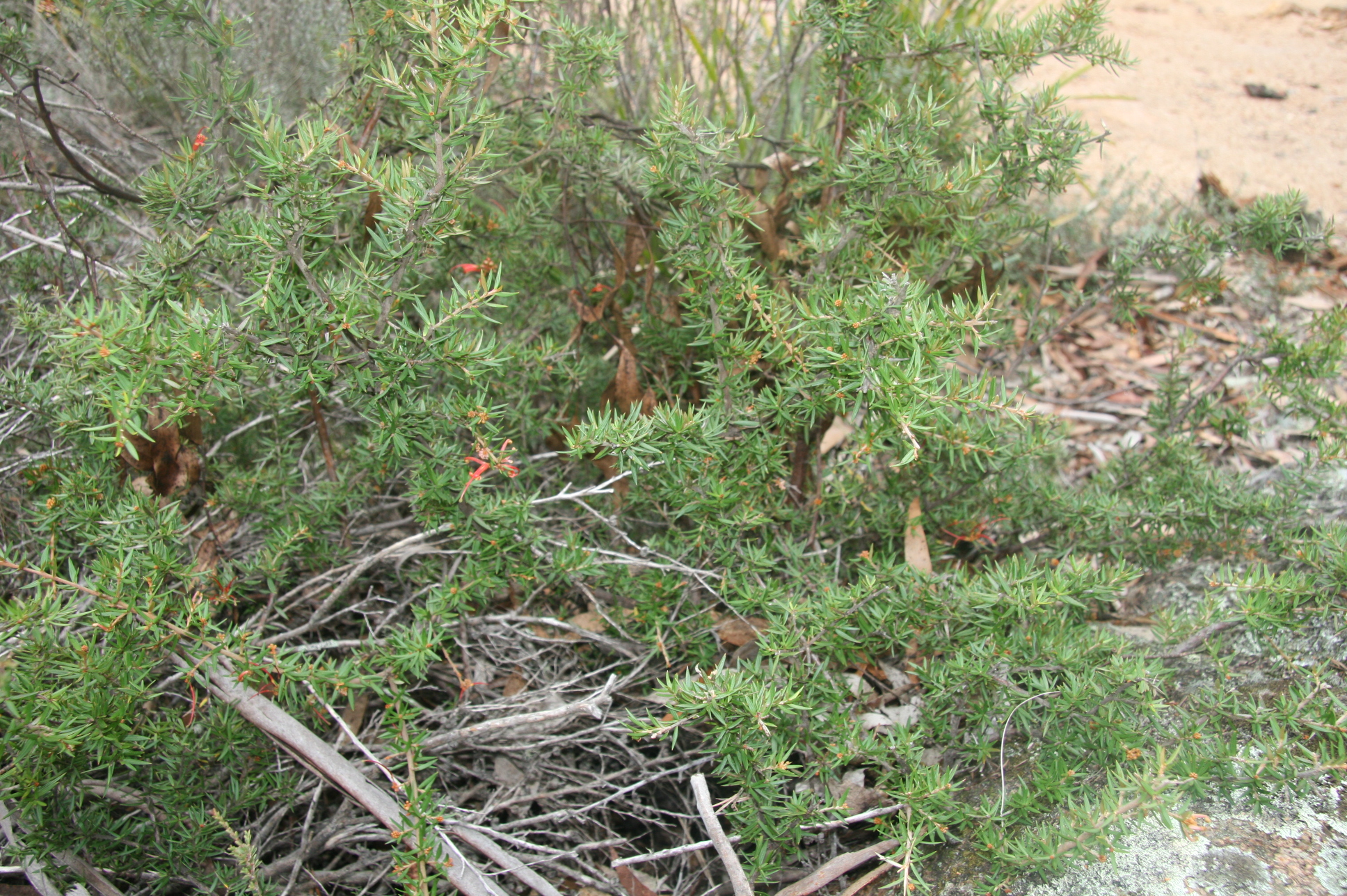
Hábito de baixa propagação de uma forma que cresce no en.

O espécime-tipo dessa espécie foi coletado na área da Baía de Sydney e foi descrito pelo botânico Robert Brown em 1810, que lhe deu o epíteto específico juniperina, que faz alusão à sua folhagem semelhante ao zimbro. O lectótipo foi selecionado por Donald McGillivray [en] em 1993 a partir de uma coleção feita por George Caley em 1803 a 11 km a noroeste de Prospect [en], no que hoje são os subúrbios ocidentais de Sydney. Brown a colocou na série Lissostylis em sua obra de 1810 Prodromus Florae Novae Hollandiae et Insulae Van Diemen [en].
O botânico e explorador inglês Allan Cunningham coletou o que chamou de Grevillea sulphurea em 1822, próximo ao rio Coxs [en], na área de Bathurst, onde crescia ao lado de  G. rosmarinifolia e  G. arenaria, subespécie canescens. Posteriormente, foi sinonimizada com G. juniperina, antes de ser reconhecida como uma subespécie distinta.
George Bentham colocou a G. juniperina na seção Lissostylis em sua obra Flora Australiensis [en] de 1870. Essa seção se tornou o grupo Linearifolia de 45 espécies de arbustos no sudeste da Austrália. Dentro desse grupo, a G. juniperina é classificada no subgrupo Speciosa, cinco espécies de Grevillea polinizadas por pássaros encontradas no leste da Austrália. As outras são G. molyneuxii,  G. dimorpha,  G. oleoides e G. speciosa.
Em 2000, Robert Owen Makinson [en] descreveu sete subespécies de G. juniperina na série de livros Flora of Australia, e os nomes são aceitos pelo Censo Australiano de Plantas [en]:
- G. juniperina subsp. allojohnsonii Makinson[20] é um arbusto prostrado de até 30 cm de altura com flores vermelhas;[3][21]

- G. juniperina subsp. amphitricha Makinson[22] é um arbusto prostrado ou que se espalha com flores amarelas ou alaranjadas que cresce até 0,2-1,2 m de altura e 3 m de largura;[6][23]

- G. juniperina subsp. fortis Makinson[24] é um arbusto vigoroso com flores vermelhas que cresce até 1-3 m de altura;[9][25]

- G. juniperina R.Br. subsp. juniperina[26] é um arbusto que se espalha e atinge 0,5-1,5 m de altura;[5][27]

- G. juniperina subsp. sulphurea (A.Cunn.) Makinson[28] é um arbusto de até 2 m de altura;[7][29]

- G. juniperina subsp. trinervis (R.Br.) Makinson[30] (anteriormente Grevillea trinervis) é um arbusto espinhoso com um hábito espalhado ou prostrado que varia de 0,5 a 1,2 m, ou raramente 2 m e tem flores amarelas, laranja ou vermelhas;[13][4][31]

- G. juniperina subsp. villosa Makinson[32] é um arbusto ereto com flores vermelhas ou amarelas de até 2 m de altura.[8][33]

A subespécie sulphurea hibridiza com a G. juniperina subsp. trinervis no sul e no oeste das Montanhas Azuis.

## Distribuição e habitat
- A subespécie allojohnsonii é encontrada nos Planaltos Setentrionais e nas Encostas do Noroeste no norte de Nova Gales do Sul, de Walcha [en] ao norte até Tenterfield e Stanhope e Parque Nacional de Girraween [en] no sul de Queensland.[21][3]

- A subespécie amphitricha cresce em florestas e pastagens em encostas e cumes entre Braidwood [en] e Nerriga [en], na bacia hidrográfica do rio Shoalhaven, nos Planaltos Meridionais.[23][6]

- A subespécie fortis cresce em florestas e bosques e é encontrada em colinas rochosas e encostas próximas a cursos d'água, especificamente ao longo do Ginninderra Creek [en], nas partes mais baixas dos rios Molonglo e Cotter [en], e no rio Murrumbidgee, da Ilha Pine até onde se junta ao rio Molonglo - principalmente no Território da Capital Australiana.[25][9]

- A subespécie juniperina cresce em florestas ou bosques e é encontrada nas comunidades de Cumberland Plain e Castlereagh Woodland em solos argilosos, crescendo ao lado de espécies como  Eucalyptus tereticornis, Eucalyptus sideroxylon,  Eucalyptus eugenioides, Eucalyptus fibrosa [en], Eucalyptus moluccana [en], Melaleuca decora [en], Bursaria spinosa [en], Acacia falcata e Dillwynia tenuifolia [en].[27][13] A precipitação anual nas regiões onde a G. juniperina cresce é de 600 a 800 mm.[14]

- A subespécie sulphurea cresce em solos aluviais, muitas vezes com espécies de Leptospermum, ao longo das margens dos rios e é encontrada nas bacias hidrográficas dos rios Coxs, Kowmung [en], Wollondilly e Shoalhaven nos Planaltos Centrais e Meridionais, de Tallong [en] a Berrima [en], bem como de Lidsdale [en] a Floresta Estadual de Jenolan no sudoeste das Montanhas Azuis.[29]

- A subespécie trinervis é encontrada no oeste das Montanhas Azuis, onde cresce em solo aluvial com drenagem ruim em bosques ou ao longo das margens dos rios em associação com Eucalyptus pauciflora [en], Eucalyptus dalrympleana [en], Dillwynia retorta [en] e Lomatia myricoides [en].[13][31]

- A subespécie villosa é encontrada ao longo de cursos d'água em florestas de eucalipto a leste e nordeste de Braidwood, bem como perto de Currockbilly, no sudeste de Nova Gales do Sul.[33]

## Ecologia
Morta por um incêndio florestal, a Grevillea juniperina se regenera posteriormente por meio de sementes que germinam após ficarem dormentes no solo, estimuladas pela exposição ao calor e à fumaça. As plantas com mais de 1 m de altura produzem mais sementes. Acredita-se que intervalos de 10 a 15 anos entre os incêndios sejam mais benéficos para a sobrevivência da espécie, pois isso permite que o número de sementes se acumule no solo ao longo do tempo. A Grevillea juniperina também pode colonizar áreas perturbadas, embora o crescimento excessivo da Bursaria spinosa possa afetar negativamente sua propagação.
A Grevillea juniperina é polinizada por pássaros, com abelhas também registradas visitando as flores. As folhas servem de alimento para as lagartas da borboleta Candalides cyprotus [en]. Uma espécie de Collembola de origem australiana - Calvatomina superba - foi encontrada na Grevillea juniperina cultivada nos Jardins Perdidos de Heligan [en], na Cornualha.

## Status de conservação
A subespécie juniperina está listada como uma espécie vulnerável no Cronograma 2 da Lei de Conservação de Espécies Ameaçadas de 1995 em Nova Gales do Sul. Seu habitat está ameaçado pelo desenvolvimento de moradias, melhoria de estradas, regimes de incêndio inadequados, invasão de ervas daninhas, despejo de lixo e pisoteio por pessoas ou carros.

## Uso na horticultura

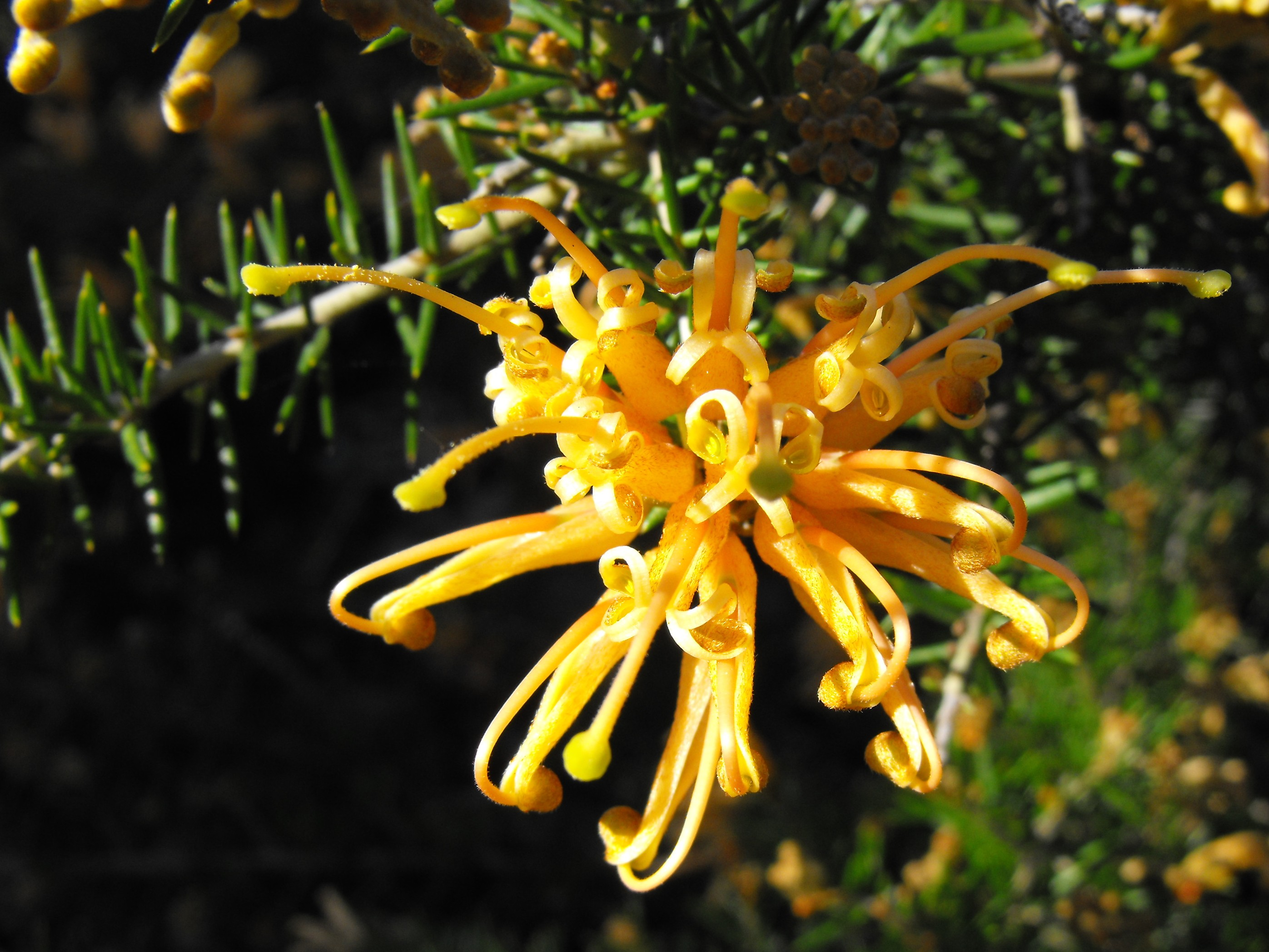
'Molonglo

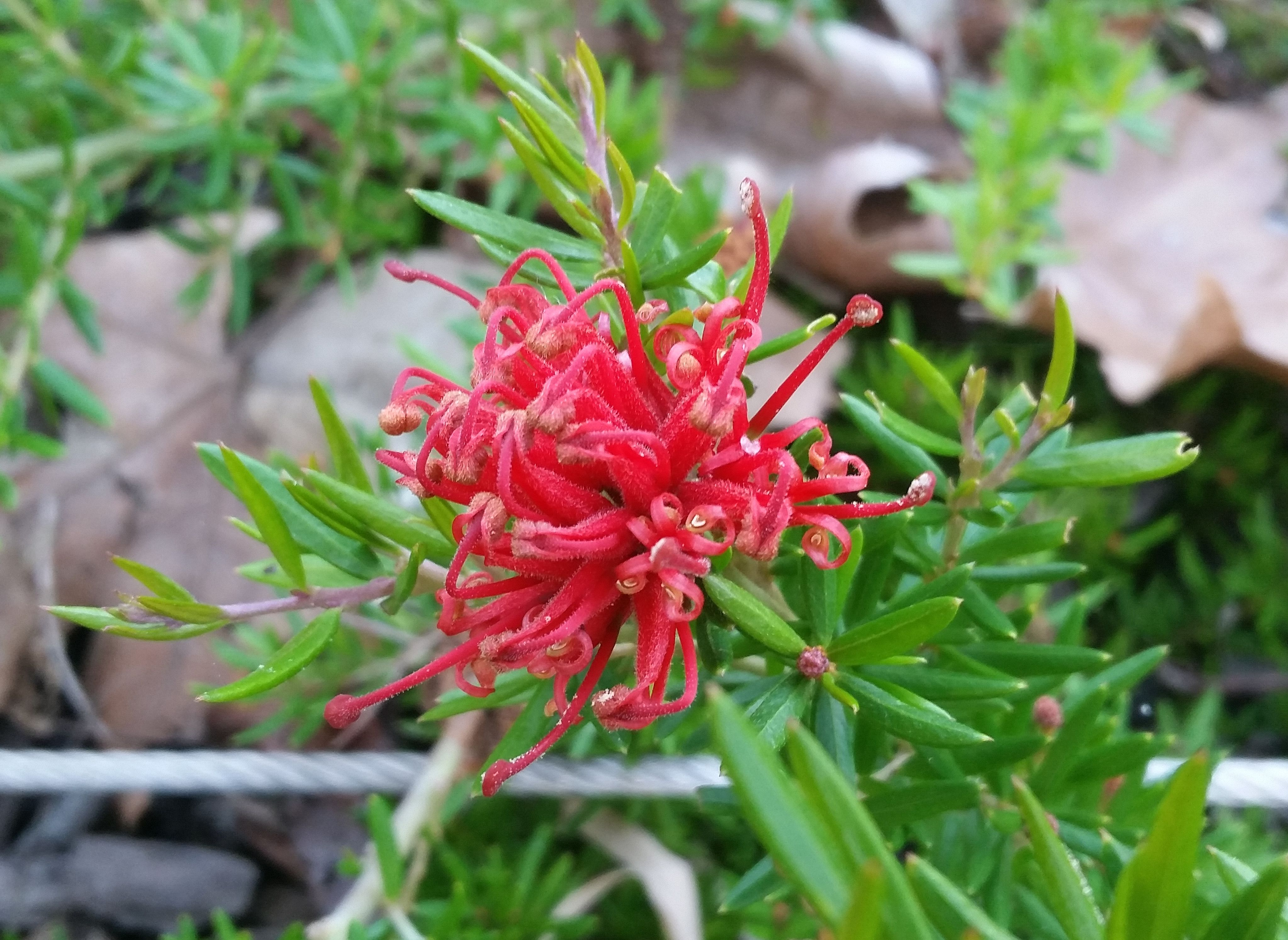
'New Blood

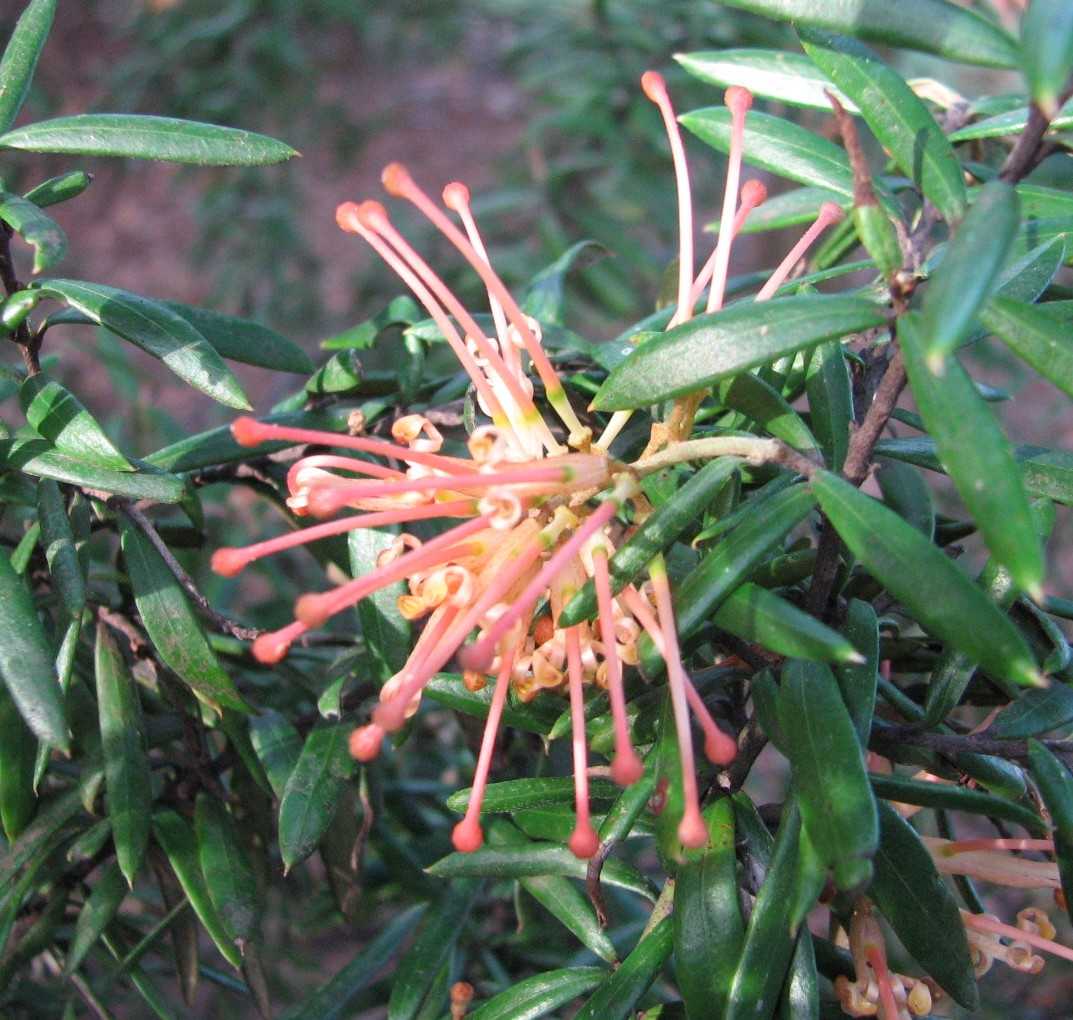
'Poorinda Queen

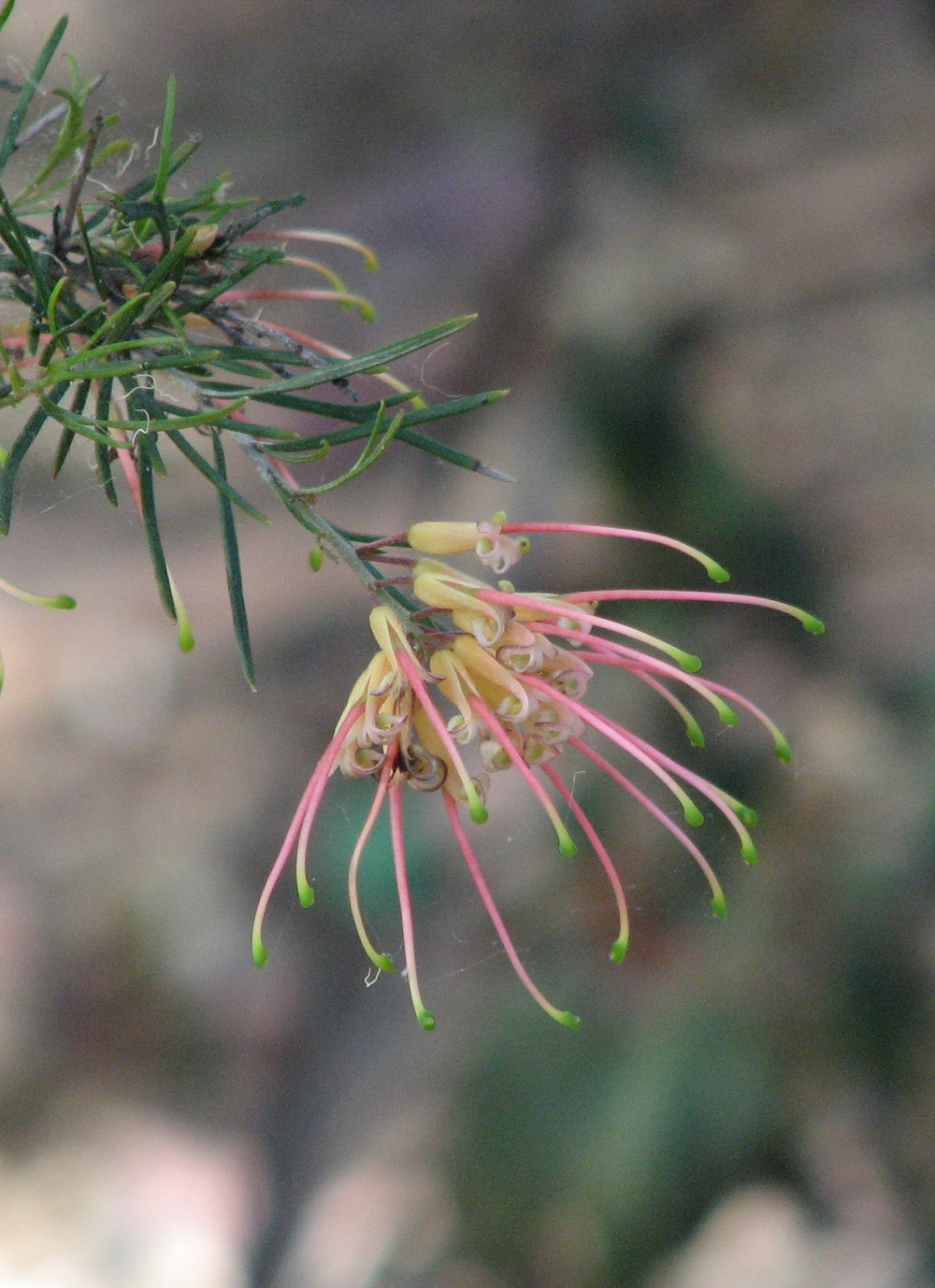
Grevillea × semperflorens

Allan Cunningham enviou sementes de G. juniperina para a Inglaterra em 1820; ela foi cultivada lá no ano seguinte. O Barão Carl Alexander Anselm von Hügel cultivou a espécie em Viena em 1831. Ela foi cultivada ao ar livre no sul da Inglaterra, particularmente a G. juniperina subespécie sulphurea. A Grevillea juniperina se adapta facilmente ao cultivo e cresce em uma ampla variedade de solos e aspectos em locais com boa drenagem. Com floração longa, ela atrai pássaros como os melifagídeos com seu néctar. A folhagem densa e espinhosa também é um bom local de nidificação e abrigo, especialmente para pássaros menores, como os tentilhões. Muitas formas e híbridos foram propagados e vendidos comercialmente, alguns com mais apelo hortícola do que outros. As baixas temperaturas no inverno promovem uma floração mais prolífica e a poda promove uma folhagem densa. As plantas são facilmente propagadas por estacas ou sementes, embora a propagação por estaquia seja necessária para garantir que as novas plantas tenham as mesmas características da planta-mãe. O contato direto com a planta pode causar urticária.
Muitas cultivares foram selecionadas para uso em horticultura, sejam formas selecionadas ou híbridos com outras espécies de Grevillea. Um dos primeiros criadores de destaque foi Leo Hodge, de W Tree, Vitória. Hodge se interessou pela criação de plantas do gênero Grevillea depois de encontrar mudas em seu jardim. Seus primeiros testes envolveram o cruzamento da G. juniperina com a G. victoriae [en], produzindo a G. 'Poorinda Queen', que foi a primeira a florescer, seguida pela G. 'Poorinda Constance', G. 'Poorinda Leane' e G. 'Poorinda Pink Coral', respectivamente, todas em 1952.
As cultivares incluem:
- 'Allyn Radiance' - derivada de uma forma prostrada laranja e prostrada vermelha de G. juniperina.[44]

- 'Audrey' - G. juniperina cruzada com G. victoriae. Cultivada em 1957 por George Althofer [en], que a batizou em homenagem à sua esposa. Cresce até 2 m de altura e largura e produz flores vermelho-alaranjadas durante muitos meses. É popular na África do Sul e nos EUA.[45]

- 'Canberra Gem' - G. juniperina cruzada com G. rosmarinifolia. Registrada na Autoridade Australiana de Registro de Cultivares [en] em 1976.[46]

- 'Canterbury Gold' - forma amarela prostrada de G. juniperina cruzada com Grevillea parvula [en].[47]

- 'Goldfever' - G. juniperina cruzada com Grevillea rhyolitica [en].[44]

- 'H22' (Gold Cluster)[48] - uma seleção prostrada de crescimento denso com flores amarelas.[49]

- 'Lunar Light' - uma forma de crescimento baixo com folhas variegadas e flores rosa-alaranjadas.[50] É adequada para jardins ornamentais.[51]

- 'Molonglo' - uma forma com hábito de baixa propagação e flores laranjas maiores com estiletes vermelhos. Foi criada por Rudolph Willing da Universidade Nacional da Austrália em 1964,[51] a partir de duas formas díspares de juniperina, uma forma ereta com flores vermelhas dos arredores de Camberra e uma forma prostrada com flores amarelas das encostas ocidentais da Cordilheira de Budawang [en] em 1964.[52] Seu nome vem do rio Molonglo.[51]

- 'New Blood' - um arbusto compacto com flores vermelhas resultante de um cruzamento da cultivar 'Molonglo' com a G. rhyolitica.[53]

- 'Old Gold' - um arbusto baixo que se espalha com crescimento novo amarelo, folhas lobadas e flores amarelo-acinzentadas com estiletes rosados. É derivado da G. juniperina cruzada com a Grevillea ilicifolia [en].[54]

- 'Orange Box' - G. juniperina cruzada com G. victoriae.[44]

- 'Pink Lady' - G. juniperina cruzada com G. rosmarinifolia. Criada por Stan Kirby de Queanbeyan, foi amplamente cultivada no início da década de 1970.[55] Um arbusto de até 60 cm de altura e 3 m de largura com flores rosa pálido.[56]

- 'Poorinda Adorning' - uma muda que cresceu no jardim de Hodge, registrada em 1978.[57] A planta original cresceu em 1965.[58]

- 'Poorinda Annette' - um cruzamento com a forma de flores pequenas da Grevillea alpina [en].[59]

- 'Poorinda Beauty' - um cruzamento com a Grevillea alpina.[60]

- 'Poorinda Belinda' - um cruzamento com um híbrido da forma de flor amarela de Grevillea obtusiflora [en] e Grevillea alpina.[61]

- 'Poorinda Constance' - um cruzamento com Grevillea victoriae.[62]

- 'Poorinda Jeanie' - um arbusto de flores vermelhas que cresce até 2 m de altura. É derivado de um cruzamento com a Grevillea alpina.[63]

- 'Poorinda Leane' - um cruzamento com a G. victoriae. É um arbusto que se espalha até 4 m de altura, com flores cor de lustre ou damasco.[64]

- 'Poorinda Pink Coral' - um cruzamento com a G. victoriae, nomeado pela cor de suas flores.[65]

- 'Poorinda Queen' - derivada de um cruzamento com uma forma de Grevillea victoriae com flores amarelas. Tem flores rosa-damasco.[66]

- 'Poorinda Refrain' - um cruzamento com Grevillea floribunda [en].[67]

- 'Poorinda Rachel' - um cruzamento híbrido de 1 m de altura com a Grevillea alpina, que tem flores de cor rosa-creme, e foi desenvolvido em 1965-66.[43]

- 'Poorinda Rosalie' - um híbrido mais alto de flores vermelho-rosadas com a G. victoriae, desenvolvido em 1967-68.[43]

- 'Poorinda Signet' - um cruzamento com Grevillea lanigera [en].[68]

- × semperflorens - um híbrido de origem inglesa derivado de um cruzamento de Grevillea juniperina var. sulphurea com Grevillea thelemanniana [en].[69]